# دریاچه لون (رمان)
دریاچه لون (انگلیسی: Loon Lake) رمانی نوشته ادگار لورنس دکتروف نویسنده آمریکایی است که در سال ۱۹۸۰ منتشر شد.